# Дарин, Рикардо
Рика́рдо Альбе́рто Дари́н (исп. Ricardo Alberto Darín; род. 16 января 1957, Буэнос-Айрес, Аргентина) — аргентинский и испанский актёр театра и кино, режиссёр, сценарист, переводчик, писатель.

## Биография
Рикардо Дарин родился 16 января 1957 года в Буэнос-Айресе, в театральной семье выходцев из Италии, а также Ливана и Сирии. Родители развелись, когда ему было всего двенадцать лет.
С десятилетнего возраста Рикардо выступал на театральной сцене вместе с родителями, а c шестнадцати лет активно работал на телевидении. Начал сниматься в кино с конца 1960-х годов, в том числе — у Адольфо Аристарайна.
Свои наиболее признанные кинороли, составившие ему славу крупнейшего актёра поколения и принесшие престижные национальные и зарубежные премии, сыграл в 2000-х годах у выдающихся национальных мастеров — Фабиана Бьелински, Хуана Хосе Кампанельи, Марсело Пиньейро, Лусии Пуэнсо, Пабло Траперо и др.
С 2006 года — гражданин Испании.

### Семья
- Отец — Рикардо Дарин старший (Ricardo Darín Sr.), актёр[2]. Скончался 5 января 1989 года от рака.
- Мать — Рене Роксана Дарин (Reneé Roxana Darín), актриса[2].
- Младшая сестра — Алехандра Дарин (Alejandra Darín; род. 19 июня 1966), актриса[2].
- Жена — Флоренсия Бас (Florencia Bas). Поженились в 1988 году[2].
  - Сын — Рикардо Марио Дарин Бас (Ricardo Mario Darín Bas; род. 14 января 1989) или Чино Дарин (Chino Darín — актёрский псевдоним), актёр[2].
  - Дочь — Клара Дарин (Clara Darín; род. 24 мая 1993)[2].

## Избранная фильмография
- 1979: «La fiesta de todos» (реж. — Серхио Ренан)
- 1980: «La playa del amor» (реж. — Адольфо Аристарайн)
- 1980: «La discoteca del amor» (реж. — Адольфо Аристарайн)
- 1980: «El faro del sur» (реж. — Эдуардо Миньонья)
- 1983: «El desquite» (реж. — Хуан Карлос Десансо)
- 1987: «The Stranger» (реж. — Адольфо Аристарайн)
- 1993: «Perdido por perdido» (реж. — Альберто Лекки)
- 1999: «El mismo amor, la misma lluvia» / «Всё та же любовь, всё тот же дождь» (реж. — Хуан Хосе Кампанелья; лауреат премии «Серебряный кондор» Аргентинской ассоциации кинокритиков 2000 года в категории «Лучший актёр»[3])
- 2000: «Nueve reinas» / «Девять королев» (реж. — Фабиан Бьелински; лауреат премии «Серебряный кондор» Аргентинской ассоциации кинокритиков 2001 года в категории «Лучший актёр»[3])
- 2001: «La fuga» / «Побег» (реж. — Эдуардо Миньонья)
- 2001: «El hijo de la novia» / «Сын невесты» (реж. — Хуан Хосе Кампанелья; лауреат премии «Серебряный кондор» Аргентинской ассоциации кинокритиков 2002 года в категории «Лучший актёр»[3])
- 2002: «Kamchatka» / «Камчатка» (реж. — Марсело Пиньейро; номинация на премию «Серебряный кондор» Аргентинской ассоциации кинокритиков 2003 года в категории «Лучший актёр»[3])
- 2004: «Luna de Avellaneda» / «Луна Авелланеды» (реж. — Хуан Хосе Кампанелья; номинация на премию «Серебряный кондор» Аргентинской ассоциации кинокритиков 2005 года в категории «Лучший актёр»[3])
- 2005: «El aura» / «Аура» (реж. — Фабиан Бьелински; лауреат премии «Серебряный кондор» Аргентинской ассоциации кинокритиков 2006 года в категории «Лучший актёр»[3])
- 2006: «La educación de las hadas» / «Воспитание фей» (реж. — Хосе Луис Куэрда)
- 2007: «XXY» / «XXY» (реж. — Лусия Пуэнсо)
- 2007: «La señal» / «Сигнал» (сценарий и режиссура в соавторстве; номинация на премию «Серебряный кондор» Аргентинской ассоциации кинокритиков 2008 года в трёх категориях — «Лучший актёр», «Лучший режиссёр», «Лучший адаптированный сценарий»[3])
- 2009: «El secreto de sus ojos» / «Тайна в его глазах» (реж. — Хуан Хосе Кампанелья; лауреат премии «Юг» («Sur») Академии кинематографических искусств и наук Аргентины за 2009 год в категории «Лучший актёр»; лауреат премии «Серебряный кондор» Аргентинской ассоциации кинокритиков 2010 года в категории «Лучший актёр»[3]; лауреат премии Гаванского МКФ; номинация на 24-ю премию «Гойя» Испанской академии кинематографических искусств и наук за 2009 год в категории «Лучшая мужская роль»)
- 2009: «El baile de la Victoria» / «Танцовщица и вор» (реж. — Фернандо Труэба; номинация на 24-ю премию «Гойя» Испанской академии кинематографических искусств и наук за 2009 год в категории «Лучшая мужская роль второго плана»)
- 2010: «Carancho» / «Каранчо» (реж. — Пабло Траперо; номинация на премию «Серебряный кондор» Аргентинской ассоциации кинокритиков 2011 года в категории «Лучший актёр»[3])
- 2011: «Elefante blanco» / «Белый слон» (реж. — Пабло Траперо)
- 2011: «Un cuento chino» / «Китайская сказка» (реж. — Себастьян Боренштейн; номинация на премию «Серебряный кондор» Аргентинской ассоциации кинокритиков 2012 года в категории «Лучший актёр»[3])
- 2012: «Una pistola en cada mano» / «Мужчины на грани»
- 2013: «Tesis sobre un homicidio» / «Диссертация об убийстве» (реж. — Эрнан Голдфрид; номинация на премию «Серебряный кондор» Аргентинской ассоциации кинокритиков 2014 года в категории «Лучший актёр»[3])
- 2013: «Séptimo» / «Седьмой этаж» (реж. — Пачи Амескуа)
- 2014: «Relatos salvajes» / «Дикие истории» (реж. — Дамиан Шифрон; номинация на 29-ю премию «Гойя» Испанской академии кинематографических искусств и наук 2015 года в категории «Лучшая мужская роль»)
- 2015: «Truman» / «Трумэн» (реж. — Сеск Гай; лауреат 30-й премии «Гойя» Испанской академии кинематографических искусств и наук за 2015 год в категории «Лучшая мужская роль»)
- 2016: «Koblic» / «Коблик»
- 2018: «Todos lo saben» / «Все знают»
- 2018: «El amor menos pensado» / «Любить нельзя расстаться»
- 2019: «La odisea de los giles» / «Героические лузеры» (реж. — Себастьян Боренштейн)
- 2025: «Этернавт»

## Награды
- Рикардо Дарин является лауреатом и номинантом множества национальных и зарубежных кинопремий (см. раздел данной статьи «Избранная фильмография»).
- 2001 — лауреат премии «Платина» (Premio Konex de Platino) аргентинского некоммерческого культурного фонда «Конекс» в категории «Развлечения» — как лучший актёр кино в сфере развлечений в Аргентине за последнее десятилетие[4].
- 2011 — лауреат премии «Алмаз» (Premio Konex de Brillante) аргентинского некоммерческого культурного фонда «Конекс» в категории «Развлечения» — за большой личный культурный вклад в сферу развлечений в Аргентине за последнее десятилетие[5].
- 2011 — звание «Почётный гражданин Буэнос-Айреса».